# Rhizobium
Rhizobium (dal greco “rhiza” = radice, “bios” = vita) è un genere di batteri del suolo responsabili della fissazione biologica dell'azoto molecolare mentre la nitrogenasi svolge il proprio compito.

## Descrizione
Si tratta di batteri diazotrofi simbiotici cioè in grado di trasformare l'azoto atmosferico in forma gassosa in una forma facilmente assimilabile per le piante, come ammoniaca che entra facilmente in equilibrio chimico con lo ione ammonio, ma che devono necessariamente colonizzare un ospite poiché da soli non sono in grado di effettuare la fissazione.
Il genere Rhizobium è caratterizzato da numerosi ceppi che entrano in simbiosi con specie vegetali a rapido accrescimento e in particolare con leguminose (Fabaceae) erbacee mentre il genere Bradyrhizobium è tipico per specie a lento accrescimento come le leguminose arbustive ed arboree.
Morfologicamente questi batteri sono procarioti, Gram-negativi, mobili, non sporigeni, autotrofi facoltativi per l'azoto, aerobi. L'elemento caratterizzante è che, quando diventano simbiotici, vengono avvolti da una membrana plasmatica di origine vegetale che consente al batterio di interagire con i veri organi vegetali delle piante.
A seconda delle specie possono essere adatti a terreni acidi o alcalini coprendo un ampio spettro del pH dei suoli.

## Tassonomia
Le prime specie di Rhizobium (R. leguminosarum) furono identificate nel 1889: la loro classificazione è stata numerose volte rivista. In passato, infatti, tutte le specie della famiglia Rhizobiaceae furono classificate all'interno del genere Rhizobium.
Una recente ri-classificazione basata sull'analisi delle sequenze dei geni individua la famiglia Rhizobiaceae, definita come insieme di batteri azotofissatori che generano noduli radicali simbiotici in leguminose, e la suddivide in 12 generi e 62 specie:
- genere Rhizobium che consiste di 16 specie: R. cellulosilyticum, R. daejeonense, R. etli, R. galegae, R. gallicum, R. giardinii, R. hainanense, R. huautlense, R. indigoferae, R. leguminosarum, R. loessense o huanglingense, R. lusitanum, R. mongolense, R. sullae o hedysari, R. tropici, R. undicola (ex Allorhizobium undicola), R. yanglingense.
- genere Phyllobacterium con 1 specie: P. trifolii (ex Rhizobium trifolii)
- genere Bradyrhizobium con 5 specie: B. japonicum (ex Rhizobium japonicum), B. elkanii, B. liaoningense, B. yuanmingense, B. canariense
- genere Mesorhizobium con 11 specie: M. albiziae, M. amorphae, M. chacoense, M. ciceri (ex Rhizobium ciceri), M. huakuii (ex Rhizobium huakuii), M. loti (ex. Rhizobium loti), M. mediterraneum (ex. Rhizobium mediterraneum), M. plurifarium, M. septentrionale, M. temperatum, M. tianshanense (ex Rhizobium tianshanense)
- genere Azorhizobium con 2 specie: A. caulinodans, A. doebereinerae o johannae
- genere Methylobacterium con 1 specie: M. nodulans
- genere Ensifer (ex Sinorhizobium) con 15 specie: E. abri, E. americanum, E. arboris, E. fredii (ex Rhizobium fredii), E. indiaense, E. kostiense, E. kummerowiae, E. medicae, E. meliloti (ex Rhizobium meliloti), E. mexicanum, E. morelense (in discussione perché non sembra un "Ensifer" e fino a pochi anni, 2003, fa era sinonimo di "E. adhaerens"), E. adhaerens, E. saheli o sahelense, E. terangae, E. xinjiangense
- genere Burkholderia con 5 specie: B. caribensis, B. cepacia, B. mimosarum, B. phymatum, B. tuberum
- genere Cupriavidus(ex Wautersia, ex Ralstonia) con 1 specie: C. taiwanensis
- genere Devosia con 1 specie: D. neptuniae
- genere Herbaspirillum con 1 specie: H. lusitanum
- genere Ochrobactrum con 2 specie: O. lupini (ex Bradyrhizobium lupini) e O. cytisi.

Gli Agrobacterium sono stati riclassificati (Young et al., 2001) ed una parte delle specie è stata inserita nel genere "Rhizobium":
- Rhizobium radiobacter ex Agrobaterium radiobacter o tumefaciens
- Rhizobium rubi ex Agrobaterium rubi
- Rhizobium vitis ex Agrobaterium vitis
- Rhizobium larrymoorei ex Agrobaterium larrymoorei
- Rhizobium rhizogenes ex Agrobaterium rhizogenes

Tuttavia questi batteri, pur possedendo plasmidi in grado di fissare l'azoto, non producono noduli radicali simbiotici e per questo motivo non possono considerarsi dei "Rhizobium" e neanche far parte della famiglia "Rhizobia".
È necessario ricordare che esistono altri batteri azotofissatori che non producono noduli radicali simbiotici e che possono essere aerobi, anaerobi, simbiotici, non simbiotici come per esempio i generi Frankia, Stappia, Ruegeria, Pseudorhodobacter, Azospirillum, Azotobacter, Rhodopseudomonas, Burkholderia, Clostridium.

## Simbiosi
I Rhizobium, nel suolo, sono batteri che presentano forme a bastoncino diritto, sono liberi di muoversi e si nutrono degli organismi in via di decomposizione. In questa situazione non sono in grado di fissare l'azoto. 
In situazioni particolari (attivazione molecolare-metabolica del sistema batterio-vegetale) possono penetrare attraverso i peli radicali ed entrare nei tessuti della radice insediandosi nel citoplasma delle cellule dei noduli radicali prodotti dalla pianta e formando un nuovo “organo”.
All'interno di queste cellule i Rhizobium subiscono mutamenti di forma e dimensione: si accrescono, diventando più grandi di quasi trenta volte, assumono forme ad Y oppure a bastoncino con ispessimento (clava), differenziano la struttura azoto-fissatrice, si avvalgono di una membrana plasmatica di origine vegetale e si trasformano in batteroidi iniziando il rapporto simbiotico che comporta un controllo da parte della pianta nella loro riproduzione.

### Batteroidi
I batteroidi sono batteri dalla morfologia modificata a causa della simbiosi rispetto al batterio libero: questi batteroidi rappresentano le cellule dove viene fissato l'azoto e sono incapaci di riprodursi e di eseguire divisioni cellulari (quindi non possono moltiplicarsi).
Nel rapporto simbiotico mutualistico, i batteroidi forniscono alla pianta una forma di azoto facilmente assimilabile (ammoniaca e/o ione ammonio) mentre la pianta fornisce ai batteroidi carboidrati, indispensabile fonte energetica, e proteine.
Nelle leguminose si è calcolato che circa il 40% dei carboidrati fotosintetizzati siano utilizzati dai batteroidi azoto-fissatori che utilizzano oltre il 75% di questa fonte energetica per scindere il triplo legame della molecola di azoto.

## Processo di inoculo e infezione
Il processo di inoculazione e sviluppo simbiotico richiede una differenziazione concertata tra il batterio e la cellula vegetale ospitante: tale concertazione o comunicazione tra batterio e cellula vegetale avviene per via molecolare-metabolica ancora prima che il Rhizobium entri nella cellula stessa.
Si possono individuare quattro fasi principali:
1. riconoscimento pianta-batterio (Rhizobium)
2. diffusione dell'infezione batterica nelle radici
3. sviluppo del nodulo radicale e della struttura simbiotica
4. azoto fissazione e inizio del rapporto simbiotico

- Prima fase - La pianta emette nel terreno flavonoidi che richiamano i batteri Rhizobium specifici per quel vegetale; i flavonoidi penetrano nelle cellule batteriche del Rhizobium e stimolano la produzione di una proteina chiamata NodD che attiva diversi geni di nodulazione che iniziano a sintetizzare un lipo-chito-oligosaccaride chiamato fattore Nod (o di nodulazione) (Werner, 2004). Il Nod viene emesso dal batterio e si comporta da ormone stimolando la risposta dell'apparato radicale della pianta.
- Seconda fase - Il Nod emesso dal batterio e assorbito dalla pianta inizia a stimolare la divisione cellulare nelle radici e nei peli radicali che si accrescono. In particolare i peli radicali crescono asimmetricamente e tendono ad arrotolarsi a formare una sorta di canale attraverso cui il Rhizobium può penetrare nel tessuto radicale ed effettuare l'infezione. La progressione dei batteri nei canali d'infezione avviene per divisione cellulare: la pianta, infatti, fornisce ai batteri nutrimento e consente loro di riprodursi molto efficacemente e di spostarsi progressivamente verso il centro della radice dove formeranno il nodulo a partire da cellule meristematiche. Dalla zona del nodulo si formano altri canali d'infezione che consentono la formazione di nuovi noduli che contengono migliaia di batteri e lo sviluppo ed allungamento delle radici.
- Terza fase - Raggiunta la concentrazione critica (15000-20000 batteri per ogni singola cellula vegetale infettata) è proprio la pianta che inibisce la formazione di nuovi noduli e la riproduzione batterica inducendo la fase di trasformazione somatica dei batteri in batteroidi e la formazione dei veri e propri noduli: essi si ricoprono di una membrana plasmatica vegetale, aumentano di volume (fino ad oltre 30 volte il volume iniziale), cambiano forma, si formano gli organi per l'azoto fissazione costituiti dall'accumulo di amiloplasti tra gli strati cellulari, non sono più in grado di duplicarsi e riprodursi. Tutte queste trasformazioni, che portano alla formazione del nodulo, sono il risultato di una interazione tra le sostanze emesse dal batteroide (Nod, lipopolisaccaridi, exopolisaccaridi, ciclo-β-glucani, K-antigeni e varie proteine) e le risposte molecolari della pianta. Se queste sostanze non vengono riconosciute dall'ospite non si formano i noduli. La formazione dei noduli produce una inibizione dell'ormone Nod che rappresenta il regolatore della divisione cellulare del batteroide: diminuendo la concentrazione di Nod si inibisce la riproduzione del "Rhizobium".
- Quarta fase - I batteroidi iniziano a fissare l’azoto attraverso un complesso multi-enzimatico che scinde il triplo legame e che consente alla nitrogenasi di catalizzare la formazione di un composto azotato di facile assimilazione per la pianta. La quantità di azoto fissato è legata direttamente alla pressione di ossigeno presente nel nodulo che è regolata dalla leg-emoglobina, una proteina rossastra che regola la concentrazione di ossigeno in funzione delle necessità della respirazione mitocondriale e della nitrogenasi. Tale proteina (simile all'emoglobina) è simbiotica poiché il gruppo eme (che contiene il ferro responsabile del legame con l'ossigeno) è sintetizzato dal batteroide mentre la parte “globinica” è prodotta dalla cellula vegetale. Inizia, quindi, il rapporto simbiotico mutualistico: entrambi concorrono per la formazione della leghemoglobina essenziale per la nitrogenasi, i batteroidi forniscono alla pianta azoto facilmente assimilabile (NH3 e/o NH4+), la pianta fornisce ai batteroidi carboidrati e proteine.

### Nodulo radicale simbiotico
È formato da cellule ingrossate del batteroide azotofissatore e dall'accumulo di amiloplasti tra le cellule meristematiche della radice. Sezionando un nodulo radicale è possibile verificare se in esso si verifica l'azotofissazione oppure no:
- se nella sezione il nodulo presenta aree o macchie di colore rosato (indice della presenza del complesso leghemoglobina) allora ivi avviene la fissazione dell'azoto;
- se nella sezione il nodulo appare completamente bianco o verde significa che in quel sito non avviene la fissazione ma che comunque sono presenti i batteroidi: probabilmente una errata comunicazione molecolare-biologica tra batteroide e pianta ha di fatto bloccato il rapporto di simbiosi mutualistica;
- se nella sezione il nodulo appare di colore grigio o marrone significa che in quel nodulo non solo non avviene la fissazione dell'azoto ma che anche i batteroidi sono morti e che è in corso un processo di degradazione.